# Abadia de Jedburgh

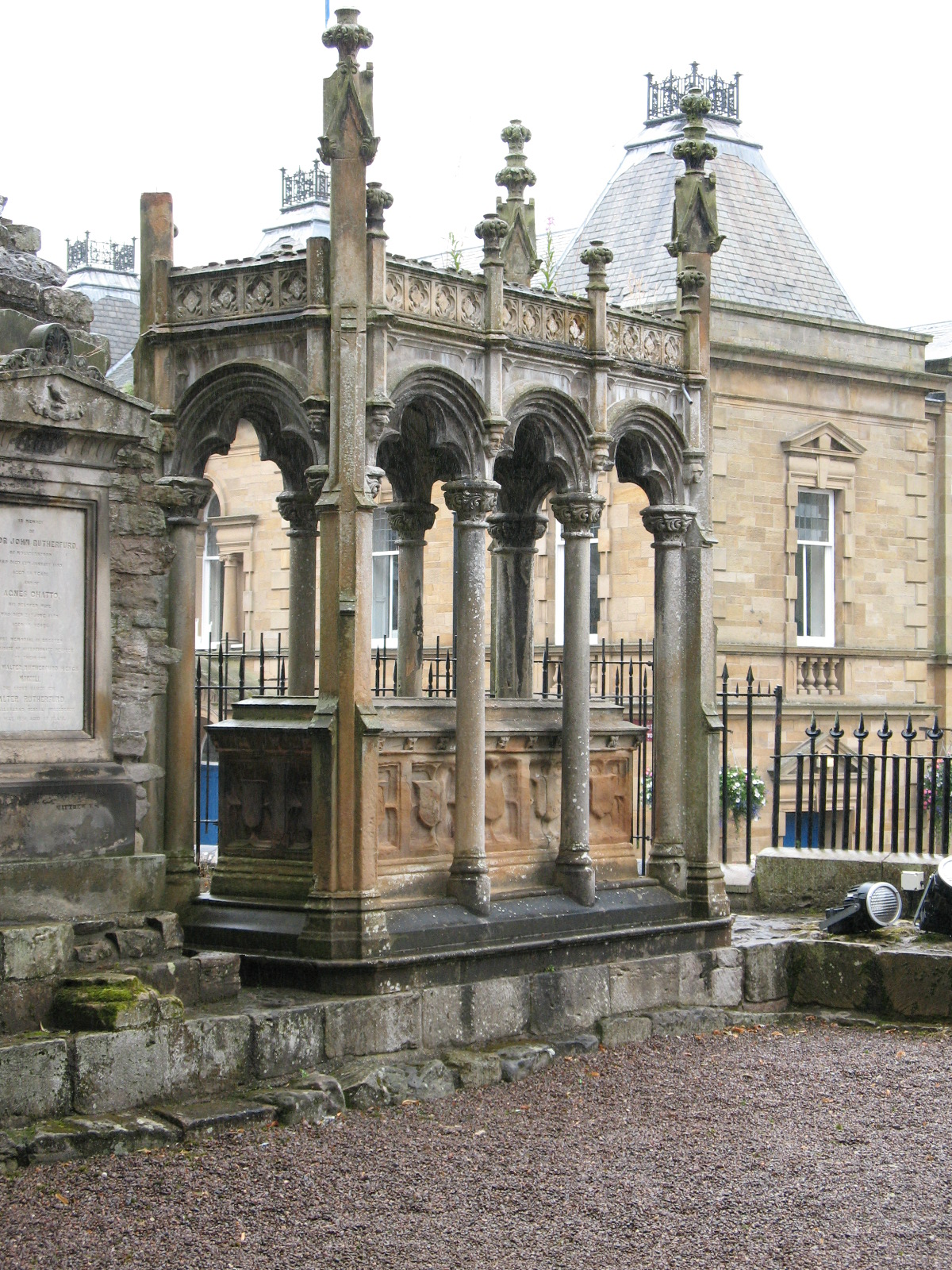
Túmulo na Abadia de Jedburgh

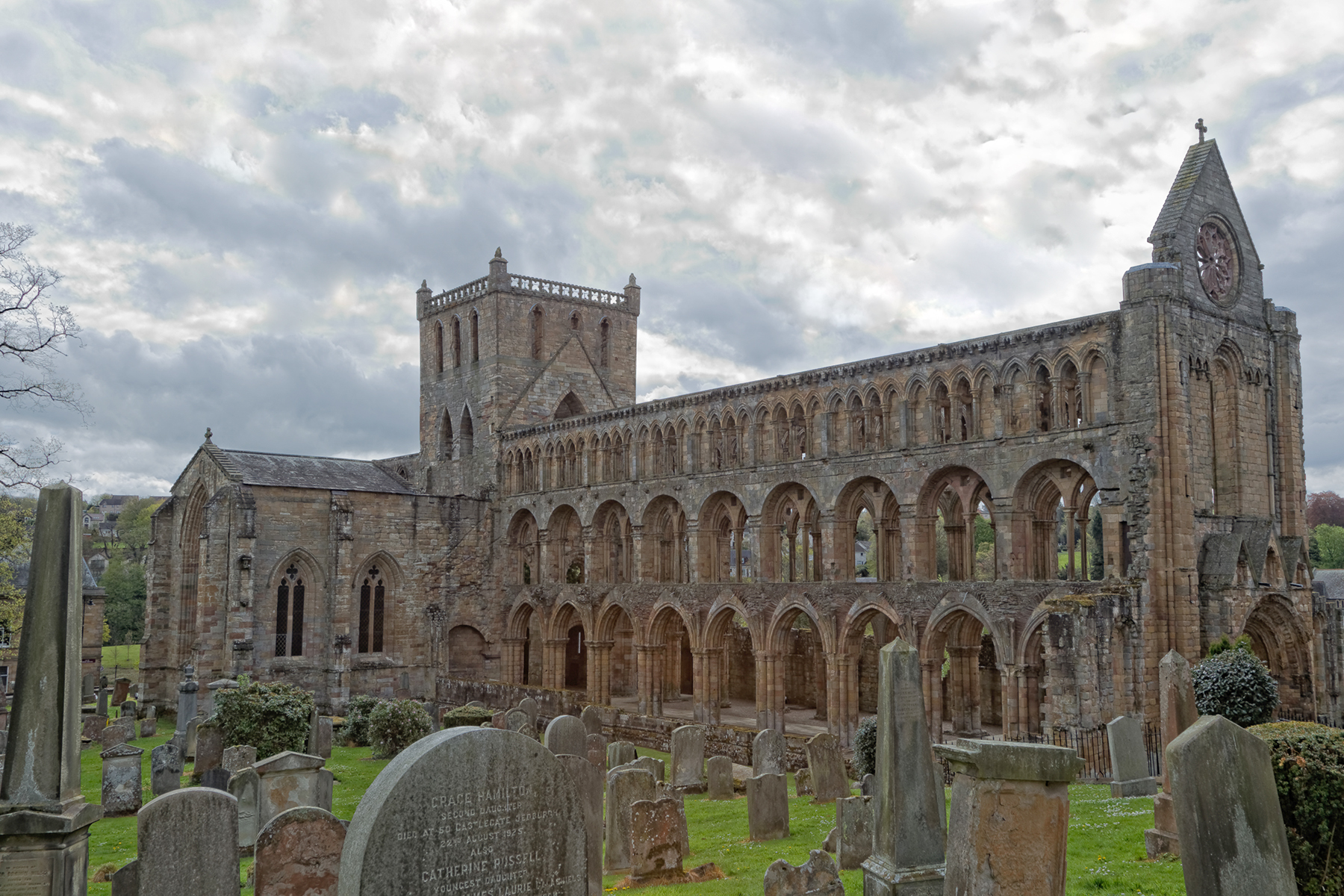
Abadia Agostiniana de Jedburgh

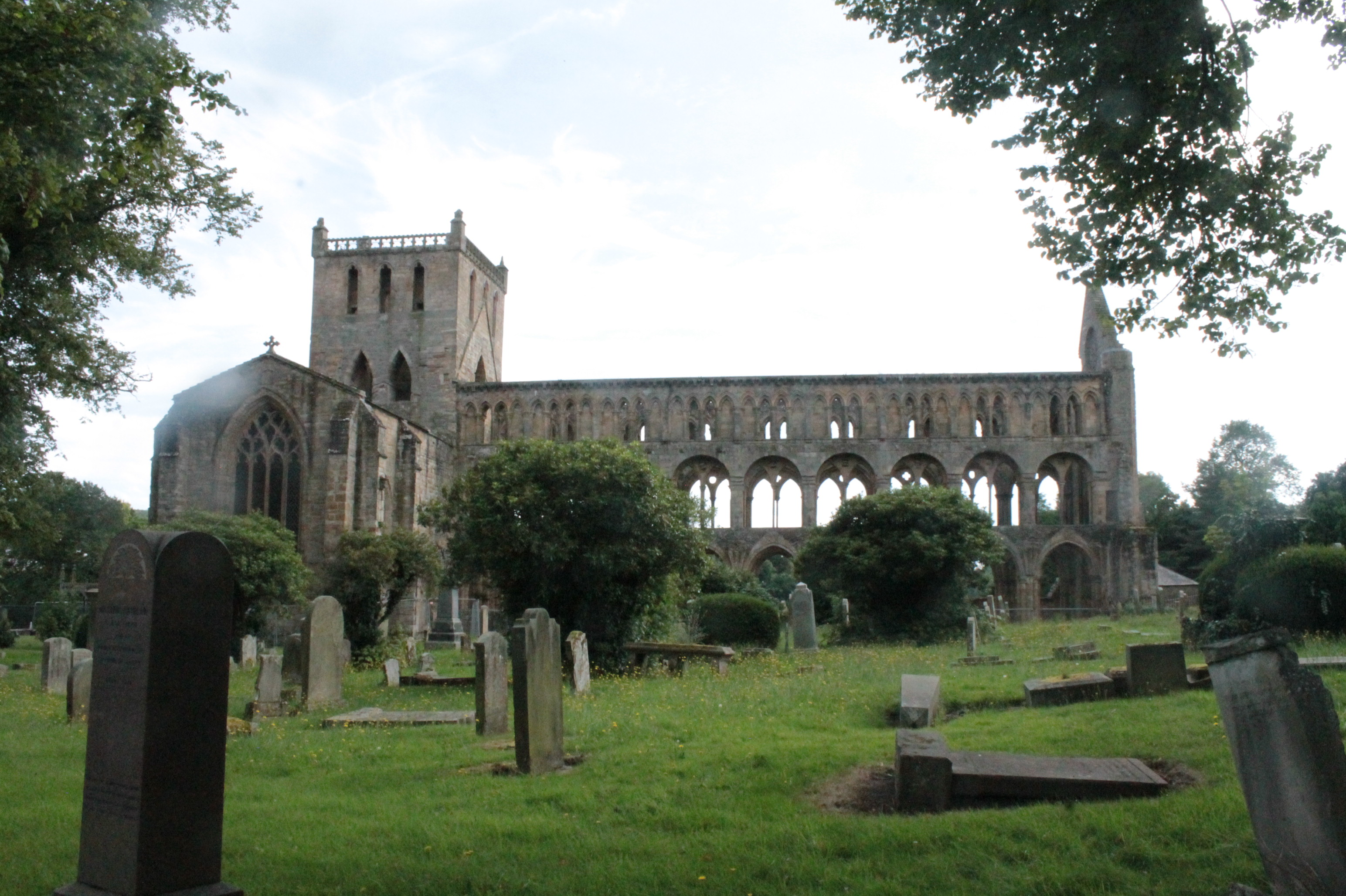
Abadia de Jedburgh vista do norte

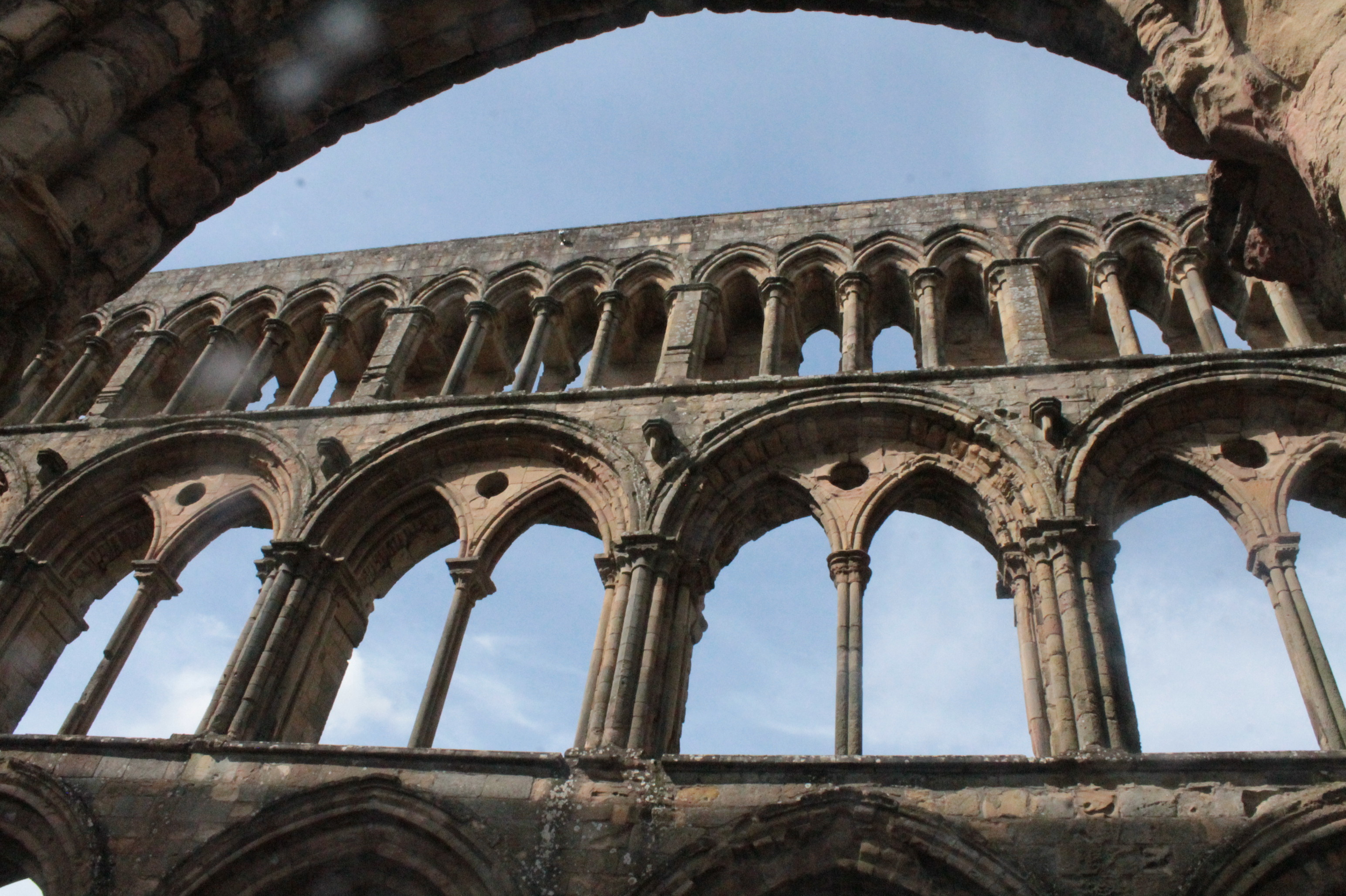
Janelas do norte, Abadia de Jedburgh

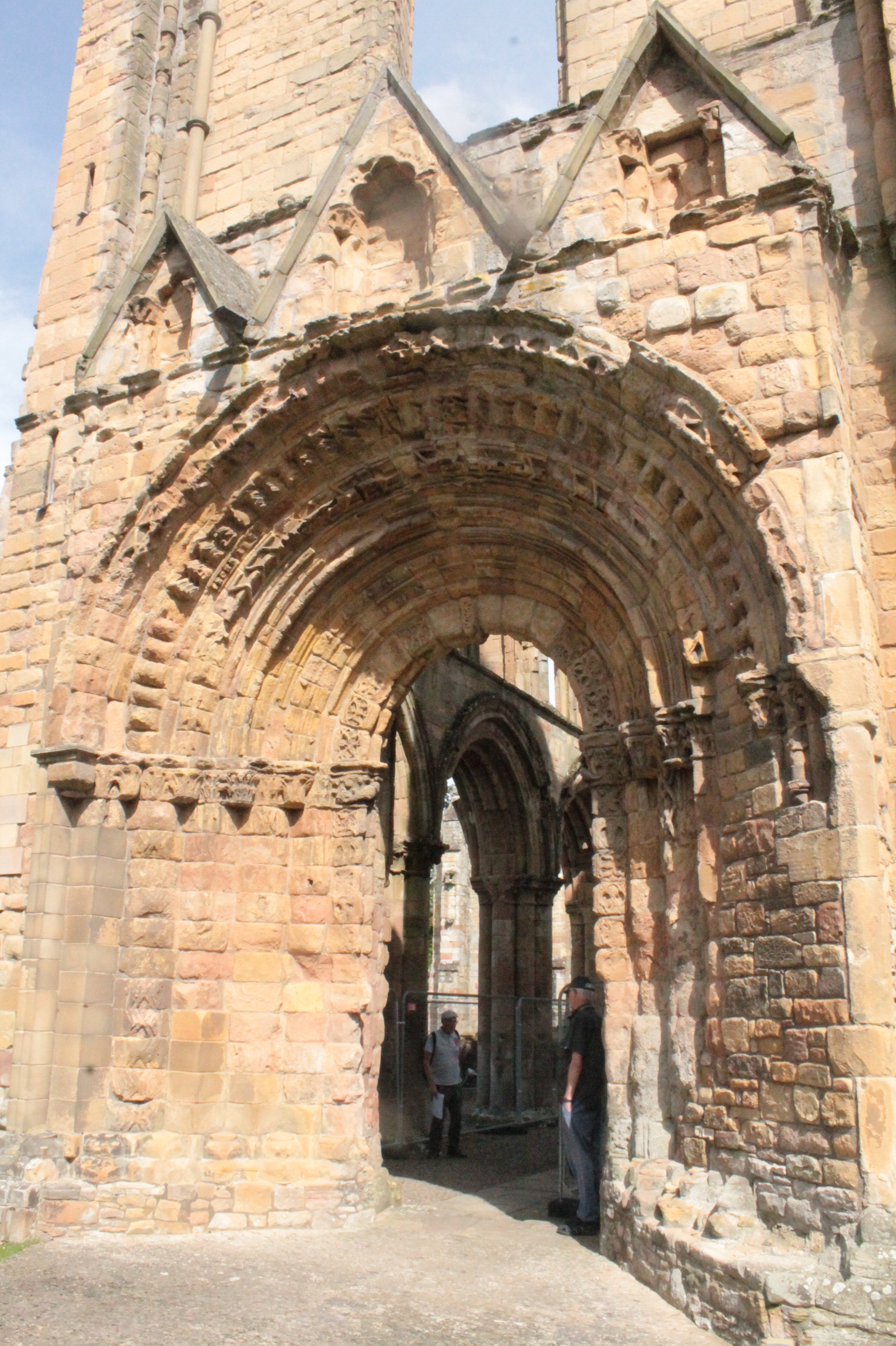
Porta oeste, Abadia de Jedburgh

A Abadia de Jedburgh é uma abadia agostiniana em ruínas que foi fundada no século XII, está situada na cidade de Jedburgh, nas Fronteiras Escocesas, 10 milhas (16 km) ao norte da fronteira com a Inglaterra em Carter Bar . Foi fundada em 1138 como um priorado pelo Rei David I da Escócia e João I, Bispo de Glasgow. A partir de 1296, foi regularmente atacada devido às más relações entre a Inglaterra e a Escócia. Entre 1540 e 1550 começou seu declínio, e a Reforma deu o golpe final em 1560. Somente o prédio da igreja (hoje sem telhado) permaneceu intacto, pois foi usado como igreja paroquial até 1875.

## História
Em meados do século IX, quando a área em redor de Jedburgh fazia parte do Reino da Nortúmbria anglo-saxónico, existiam dois Gedworth (como Jedburgh era então conhecido). Um deles tornou-se o Jedburgh que agora conhecemos, o outro ficava a seis quilómetros a sul. De acordo com Simeão de Durham, Ecgred, Bispo de Lindisfarne de 830 d.C. a 845 d.C., doou as duas aldeias com o mesmo nome à Sé de Lindisfarne. Gedworth, a sul, era o local da igreja de Ecgred, a primeira igreja da paróquia. A cidade actual distinguia-se da antiga vila do sul, há muito desaparecida, por UBI CASTELLUM EST, que significa "onde fica o castelo". A única evidência sólida da igreja de Ecgred veio de Simeão de Durham quando descreveu o enterro, na igreja de Geddewerde, de Eadulf, um dos assassinos de Walcher, Bispo de Durham.
Em 1118, antes da sua subida ao trono escocês, Príncipe David estabeleceu uma fundação de cónegos regulares da ordem de St. Agostinho no que é hoje Jedburgh. A fundação parecia ter o estatuto de "priorado" nos primeiros anos e um homem chamado Daniel foi descrito como o Prior de Geddwrda em 1139. A igreja foi posteriormente elevada ao estatuto de mosteiro antes de se tornar, nos anos anteriores à morte do Rei David em 1153, uma abadia de pleno direito dedicada à Virgem Maria, provavelmente em 1147.
Ao longo dos anos, Jedburgh foi descrita em 83 nomes ou grafias diferentes.
Após a morte do Rei David, o patrocínio e os privilégios da abadia foram concedidos aos seus netos Malcolm IV da Escócia e Guilherme I da Escócia, também conhecido por Guilherme, o Leão. O filho do rei, Henrique, faleceu antes do pai. A nave e o coro foram construídos no século XIII e estavam no local quando Alexandre III da Escócia se casou com Iolanda, filha do Conde de Dreux, a 14 de Outubro de 1285 na igreja. Duas pedras reutilizadas com inscrições Romano foram incorporadas na estrutura.
Dizia-se que a grande abadia continha o melhor da arquitetura normanda e inglesa. A Igreja da Abadia de Santa Maria de Jedeworth crescia em estatura e importância e o abade foi mesmo convidado a participar nos parlamentos escoceses. Para além das terras e capelas do sul da Escócia, a Abadia de Jedburgh possuía grandes terras em Northumberland. Em 1296, o abade de Jedburgh jurou fidelidade a Eduardo I de Inglaterra em Berwick-on-Tweed.
Eduardo pretendia governar a abadia e apresentou William de Jarum como o novo Abade de Jedburgh em 1296. Após a derrota do Conde de Surrey em 1297 em Stirling às mãos de William Wallace, a abadia foi saqueada e destruída pelos ingleses como retribuição. Roberto I da Escócia (O Bruce) continuou a patrocinar a igreja durante o seu reinado, no início do século XIV. Em 1346, após a derrota escocesa na Batalha de Neville’s Cross, os ingleses voltaram a desprezar a igreja. Mais tarde, nesse século, em 1370, David II da Escócia foi fundamental na conclusão do transepto norte que ainda podemos ver hoje. A abadia enfrentou mais tortura e destruição em 1410, 1416 e pelo Conde de Warwick em 1464. Em 1523, a cidade e a abadia foram incendiadas pelo Conde de Surrey. A abadia foi alvo de maior indignidade em 1544 às mãos do Conde de Hertford. O fim da grande Abadia de Santa Maria de Jedburgh chegou em 1560 com o aparecimento da Reforma Escocesa.
A Jedburgh Grammar School foi fundada pelos monges da Abadia de Jedburgh, no final do século XV. século.

## Enterros
- Eadulfo Rus
- John Capellanus - Bispo de Glasgow
- Hugh de Roxburgh - Bispo de Glasgow
- Thomas Kerr de Ferniehirst
- Rev. Dr. Thomas Somerville FRSE

## Turismo
Esta abadia, juntamente com outras três ( Kelso, Dryburgh e Melrose ) e outros pontos turísticos históricos, fica na trilha Borders Abbeys Way .
- Abade de Jedburgh, para uma lista de priores, abades e comendadores
- Lista de lugares nas Fronteiras Escocesas
- Lista de lugares na Escócia